# ليفيتيت
ليفيتيت (بالإنجليزية: Levitate)‏ أغنية كتبها وسجلها الثنائي الموسيقي توينتي ون بيلوتس، وصدرت كثالث أغنية منفردة من ألبوم الاستوديو الخامس للثنائي ترينش يوم 8 غشت 2018.

## التأليف
تبدأ ليفيتيت بخاتمة الأغنية التي تسبقها في الألبوم جامبسوت. وتحتوي على تلميح لكلمات أغنية مذياع السيارة من الألبوم السابق للفرقة، بحيث يقول تايلر جوزيف «استعدت ما اشتريته، في ذلك الموضع الذي لن أحتاج لتعويضه» ردا على كلمات أغنية سنة 2014 «يجب علي أن أعوض ذلك الموضع بما اشتريته مرة، لأن شخصا ما سرق مذياع سيارتي والآن أجلس في سكون». وصفتها رولينغ ستون بأنها أغنية «بسيطة» فيها «يغني جوزيف بأسلوب راب فوق أصوات سينثسيزر تردداتها متنوعة وقرع دن المتكرر على الطبول». سرعة إيقاع الأغنية هي 93 في الدقيقة، وطولها دقيقتان وخمس وعشرون ثانية.

## الصدور
تسربت أول مرة الأغنية على تطبيق تايدال يوم 7 غشت ولكنها حذفت بعد ذلك بمدة قصيرة، وتسربت معها قائمة أغاني الألبوم. وصدرت بعد ذلك عبر عرض بيتس 1 للمنتج الموسيقي زين لو كـ«التسجيل العالمي» لليوم.

## الفيديو الموسيقي
صدر الفيديو الموسيقي للأغنية يوم 8 غشت. ينهي المقطع قصة الأغنيتين المنفردتين السابقتين، وقد أخرجه 'أندرو دونوهو الذي أخرج الأغاني المنفردة السابقة بألبوم ترينش. يظهر في الفيديو تايلر جوزيف يحلق رأسه ويغني كلمات الأغنية في تجمع سري فوق جبل مضاء بالمشاعل مكتظ بـ«المتمردين» قبل أن يمسك به أحد الحراس الذي هو رئيس مدينة ديما الخيالية.

## الأعضاء المساهمون
- تايلر جوزيف – غناء، غيتار بيس، سنثسيزر، برمجة، غيتار كهربائي
- جوش دن – طبول، آلات إيقاعية

## اللوائح
| اللائحة (2018)                               | أعلى ترتيب |
| -------------------------------------------- | ---------- |
| التشيك (الاتحاد الدولي للصناعة الفونوغرافية) | 90         |
| نيوزيلندا هوت سينغلز (ريكورديد ميوزك إن زيت) | 15         |
| الولايات المتحدة (بيلبورد) هوت روك سونغز     | 11         |